# 濁川 (新潟市)
濁川（にごりかわ）は、新潟県新潟市北区の町字。現行行政地名は濁川一丁目と大字濁川。住居表示は一丁目が実施済み区域、大字は未実施区域。郵便番号は950-3131。

## 概要
1889年（明治22年）から現在までの大字。及び、1981年（昭和56年）から現在までの町名。阿賀野川下流右岸、新井郷川分水路(新井郷川旧本流)の両岸に位置する。もとは江戸時代から1889年（明治22年）まであった濁川新田の区域の一部。

### 隣接する町字
北から東回り順に、以下の町字と隣接する。
- 樋ノ入
- 新崎
- つくし野
- 西名目所

※新井郷川分水路、新発田川を挟んで名目所、下大谷内と隣接。

## 歴史
1558年（永禄元年）の開発とされる。

### 分立した町字
1889年（明治22年）以後に、以下の町字が分立。
つくし野（つくしの）
1981年（昭和56年）に分立した町字。もとは新崎と濁川の一部で、町名は団地名による。主として住宅地。

### 年表
- 1889年（明治22年）4月1日 : 合併により濁川村の大字となり、1923年（大正12年）まで濁川新田と称した。
- 1954年（昭和29年）11月1日 : 合併により新潟市の大字となる。
- 2007年（平成19年）4月1日 : 新潟市の政令指定都市移行により、北区の町丁となる。

## 世帯数と人口
2018年（平成30年）1月31日現在の世帯数と人口は以下の通りである。
| 大字・丁目 | 世帯数  | 人口    |
| ---------- | ------- | ------- |
| 濁川       | 312世帯 | 853人   |
| 濁川一丁目 | 253世帯 | 570人   |
| 計         | 565世帯 | 1,423人 |

## 小・中学校の学区
市立小・中学校に通う場合、学区は以下の通りとなる。
| 大字・丁目 | 番地 | 小学校             | 中学校             |
| ---------- | ---- | ------------------ | ------------------ |
| 濁川       | 全域 | 新潟市立濁川小学校 | 新潟市立濁川中学校 |
| 濁川一丁目 | 全域 | 新潟市立濁川小学校 | 新潟市立濁川中学校 |

## 主な企業・施設
- 新潟市立濁川小学校

## 交通

### 道路
国道
- 国道7号
  - 新新バイパス
    - 濁川IC

県道
- 新潟県道27号新潟安田線
- 新潟県道398号島見濁川線

### バス
おらってのバス
- 築上山 - 濁川
  - 北51 太夫浜上 行

※土曜・休日・年末年始は全便運休